# Аварци
Не трябва да се бъркат с аварите (евразийски авари).
Аварците, или кавказки авари, са народност в Северен Кавказ.
Общата им численост е над 1 млн. души. Най-много са в Русия, където живеят 912 090 души според преброяването от 2010 г. Основната част от тях са в Дагестан (850 011 души), където са най-многобройната националност и съставляват около 30 % от населението на републиката.
Говорят аварски език (който е сред официалните в Дагестан), владеещите го са 715 297 души според същото преброяване.
Основната религия на вярващите авари е (сунитският ислям) ислям.